# Landin (Schwedt/Oder)
Landin ist ein Ortsteil der Stadt Schwedt/Oder. Die erste urkundliche Erwähnung stammt aus dem Jahre 1250. 1355 wurde der Wohnplatz Niederlandin erstmals schriftlich erwähnt. Seit 1974 sind Hohenlandin und Niederlandin als Gemeinde Landin vereint. Am 19. April 2022 wurde Landin in die Stadt Schwedt eingemeindet. Der Ortsteil hat 532 
Einwohner (Stand 31. August 2022). Zum Ortsteil gehören neben Hohen- und Niederlandin noch die Wohnplätze Augustenhof und Julienwalde.
Eine Reihe von Gebäuden sind als Denkmal ausgewiesen: In Hohenlandin befindet sich eine Gutsanlage mit Herrenhausruine, eine Kirche und die alte Dorfschule. In Niederlandin gibt es eine Kirche, Reste einer Schlossanlage, zwei alte Hofanlagen sowie die Bahnstation.

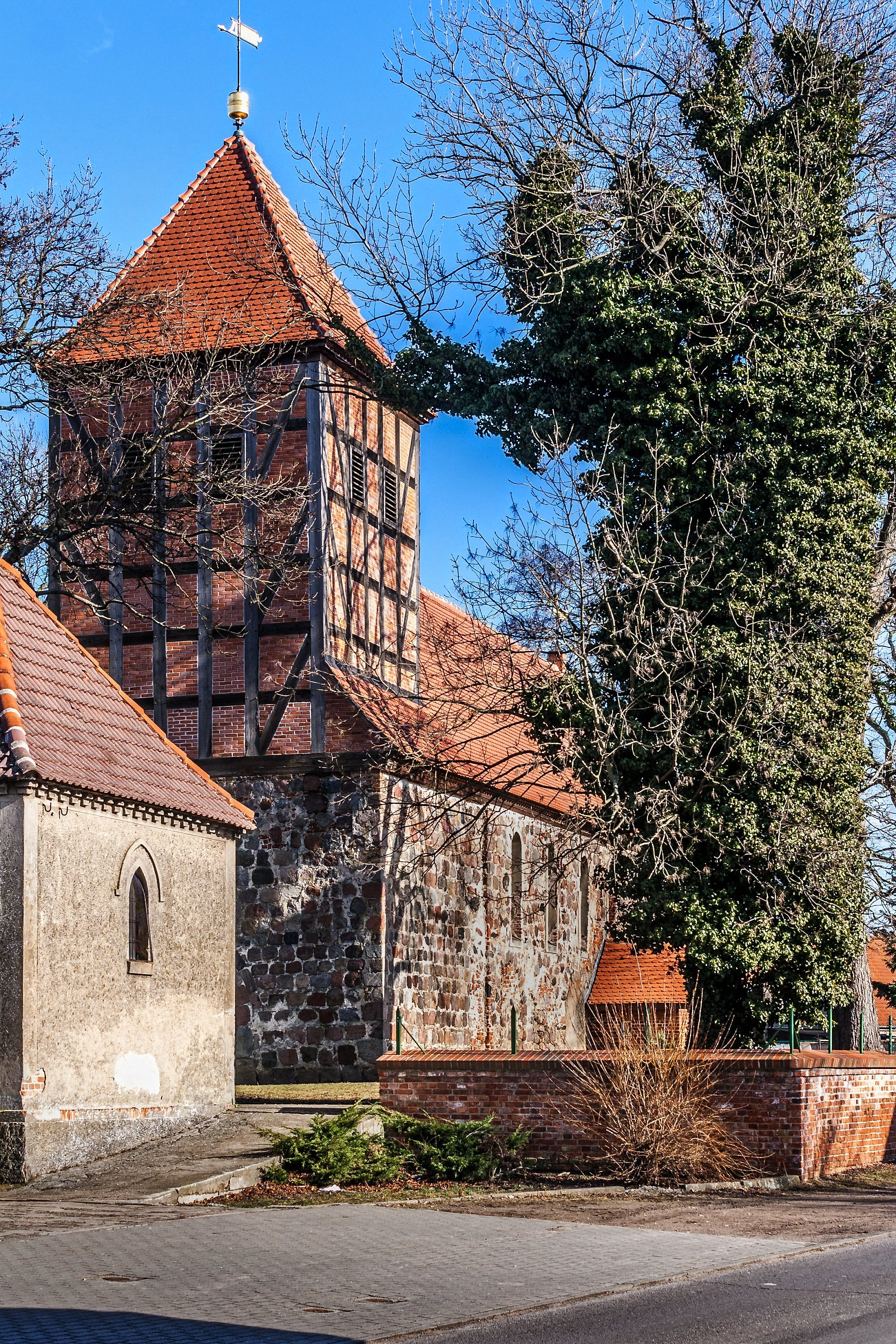
Dorfkirche Niederlandin
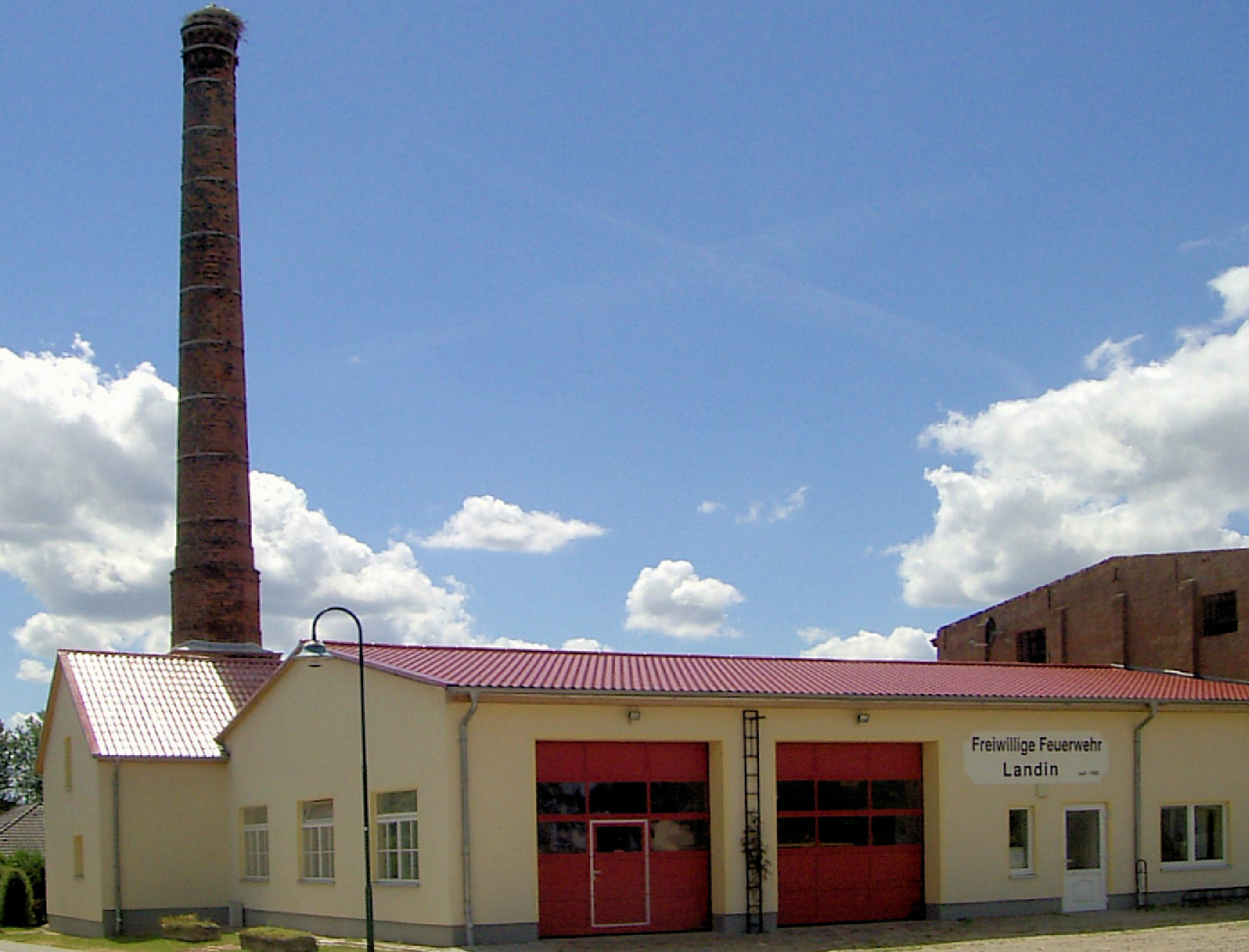
Feuerwehr Landin